# Acipenser mikadoi
Acipenser mikadoi is een  straalvinnige vissensoort uit de familie van steuren (Acipenseridae). De wetenschappelijke naam van de soort is voor het eerst geldig gepubliceerd in 1892 door Hilgendorf.
De soort staat op de Rode Lijst van de IUCN als Kritiek, beoordelingsjaar 2022. De omvang van de populatie is volgens de IUCN dalend.